# Milorad Ulemek
Milorad Ulemek (en serbio: Милорад Улемек), conocido por su apodo "Legija", es un exmilitar y criminal serbio, nacido el 18 de marzo de 1968 en Belgrado. Fue el lugarteniente de Arkan, líder del grupo paramilitar Guardia Voluntaria Serbia (conocido como "Tigres de Arkan"), que combatió en Croacia y Bosnia-Herzegovina durante las guerras yugoslavas. Tras el asesinato de Arkan en enero del año 2000 pasó a dirigir el grupo. Actualmente cumple una condena de 40 años por el asesinato en 2003 del primer ministro serbio Zoran Đinđić.

## Primeros años
Milan Ulemek, el padre de Legija, era un suboficial del Ejército Popular Yugoslavo (JNA), y su madre Natalija era ama de casa. Joven muy activo, realizó un ciclo formativo de mecánica y más tarde se graduó como enfermero.

## Vida militar
Legija se enroló el 10 de abril de 1986 en la Legión Extranjera francesa, prestando servicio en Angola, Chad y, posteriormente, en Irak durante la primera guerra del Golfo. Después del conflicto de Oriente Medio, fue destinado a la Guayana Francesa. Con el estallido de las guerras yugoslavas desertó de la Legión Extranjera y regresó a Yugoslavia el 18 de marzo de 1992.
Se unió a la Guardia Voluntaria Serbia, liderada por Željko Ražnatović "Arkan", un antiguo agente de los servicios secretos yugoslavos y con numerosos antecedentes por atracos, tráfico de armas, etc. que durante años sirvió a los intereses de Slobodan Milošević en Croacia y Bosnia-Herzegovina.
Rápidamente se convirtió en instructor y, al poco tiempo, en vicecomandante de los Tigres, llegando a combatir junto al propio Arkan tanto en Croacia como en Bosnia. Al tiempo, Arkan le encomendó la formación de una unidad de élite de los Tigres, llamada "Super Tigrovi" ("super tigres"), que se entrenó en la región de Eslavonia y estuvo operativa entre 1994 y 1995 en los alrededores de la ciudad bosnia de Bihać.
Cuando los Tigres de Arkan fueron disueltos oficialmente en 1996, Ulemek se unió a los servicios secretos de lo que quedaba de la Policía yugoslava, conocidos como "boinas rojas". Los "boinas rojas" eran oficialmente una unidad antiterrorista y Legija se convirtió en su comandante en 1999.

## Vida criminal
Legija fue encontrado sospechoso en 1999 del asesinato de cuatro asistentes del político serbio Vuk Drašković, líder del Movimiento de Renovación Serbio. Con la caída de Milošević en 2000 apoyó públicamente a Vojislav Koštunica y a Zoran Đinđić, principales opositores, con la intención de que tuvieran en cuenta sus "servicios", de los que no obtuvo respuesta.
Arrestado por su relación con el homicidio de Ivan Stambolić, presidente de la República Socialista de Serbia entre 1985 y 1987, en 2005 fue juzgado en Belgrado como autor intelectual del crimen, por lo que se le aplicó la pena máxima de 40 años de cárcel que contempla el Código Penal serbio. En 2007 fue juzgado de nuevo por el asesinato en 2003 de Đinđić y por el intento de asesinato de Vuk Drašković.